# آئوکی، ناگانو
آئوکی، ناگانو (به لاتین: Aoki, Nagano) یک منطقهٔ مسکونی در ژاپن است که در بخش چیساگاتا، ناگانو واقع شده‌است. آئوکی ۵۷٫۱۰ کیلومترمربع مساحت و ۴٬۳۳۷ نفر جمعیت دارد.